# Wapen van Waalwijk

Wapen van Waalwijk

Het wapen van Waalwijk is sinds 16 juli 1817 in licht gewijzigde vorm het gemeentelijke wapen van de Nederlandse gemeente Waalwijk (provincie Noord-Brabant). Alle drie de versies van het wapen lijken op elkaar en verschillen alleen op details.

## Geschiedenis
De gemeente en haar voorganger(s) gebruikten in de 14e eeuw al zegels met daarop het latere wapen. De plaats waar de boom ten opzichte van het wapen stond wisselt, van een halve boom ter rechterzijde tot een hele boom recht achter het wapen. Op 16 juli 1817 kreeg de gemeente voor het eerst officieel namens het Verenigd Koninkrijk der Nederlanden door de Hoge Raad van Adel een wapen toegekend. Het eerste wapen toont een schild dat aan een rood lint schuin voor een boom hangt. Het tweede wapen is gelijk, maar de boom staat recht achter het schild.
Het schild vertoont de gouden leeuw van Brabant en de rode leeuw van Limburg.

## Blazoenen
De drie wapens hebben gelijkende wapenbeschrijvingen die alleen op details van elkaar verschillen.

### Eerste blazoen

Eerste wapen

Op 16 juli 1817 kreeg de gemeente het eerste wapen toegekend, de beschrijving luidde als volgt:
Gevierendeeld: I en IV van sabel met een klimmende leeuw van goud, getongd en genageld van keel, II en III van zilver met een klimmende dubbelstaartige leeuw van keel, getongd van azuur en genageld van goud. Het schild hangend aan een lint van keel in een ter linkerzijde geplaatste eikenboom van natuurlijke kleur.
Het schild is gecarteleerd, de eerste en vierde delen zijn zwart van kleur met daarop een gouden klimmende leeuw. De leeuw heeft een rode tong en nagels. De delen twee en drie zijn van zilver en hebben een rode leeuw met blauwe tong en gouden nagels. Het schild hangt, door middel van een rood lint, rechts van een eikenboom die als schildhouder fungeert.

### Tweede blazoen

Tweede wapen

Op 2 juli 1947 werd het wapen aangepast, zodat het meer aan de volgende beschrijving zou voldoen:
Gevierendeeld: I en IV van sabel met een klimmende leeuw van goud, getongd en genageld van keel, II en III van zilver met een klimmende dubbelstaartige leeuw van keel, getongd van azuur, genageld van goud. Het schild hangend aan een lint van keel in een eikenboom van natuurlijke kleur.
Ook dit wapen is wederom gecarteleerd, de kleuren van de leeuwen en van de vier kwartieren zijn gelijk gebleven aan die van het vorige wapen. Het enige verschil is nu dat het wapen recht voor de schildhouder hangt en niet er schuin voor.

### Derde blazoen
Vanwege de gemeentelijke herindeling was of een nieuw wapen, of een nieuwe beschrijving nodig. De gemeente kreeg op 14 november 1997 het volgende wapen toegekend:
Gevierendeeld: I en IV in sabel een leeuw van goud, getongd en genageld van keel, II en III in zilver een dubbelstaartige leeuw van keel, gekroond, getongd en genageld van goud. Het schild hangend aan een lint van keel ineen eikenboom van natuurlijke kleur.
De schildhouder en de eerste en vierde kwartieren zijn gelijk gebleven. De tweede en derde kwartieren zijn zilverkleurig beladen met een rode dubbelstaartige leeuw met gouden tong, nagels en kroon.